# فردریش زرتورنر
فردریش زرتورنر (آلمانی: Friedrich Sertürner؛ ۱۹ ژوئن ۱۷۸۳ – ۲۰ فوریهٔ ۱۸۴۱ (۵۷ سال)) یک شیمی‌دان در زمینه داروشناسی اهل آلمان بود.